# Бассам Хамшу
Бассам Хамшу (ум. 6 июня 1982 или 26 сентября 1970) — сирийский лётчик-ас. В ходе арабо-израильских конфликтов 1970-х годов одержал от одной до семи воздушных побед на истребителе МиГ-21 и 1 летательный аппарат уничтожил на земле. Считается[кем?] самым результативным арабским лётчиком-асом МиГ-21.

## Боевая карьера
Первый воздушный бой Бассам провёл 2 апреля 1970 года. Тогда жертвой ракеты Р-3С, выпущенной с МиГ-21ПФМ стал израильский истребитель F-4E «Фантом». Хамшу стал одним из первых пилотов, кто сбил недавно поставленные Израилю «Фантомы». В 1973 году он на истребителе МиГ-21МФ предположительно участвовал в Октябрьской войне, где достиг значительных успехов. Среди сбитых им самолётов оказались такие как «Мираж-III» и A-4 «Скайхок». Также он расстрелял стоящий на земле вертолёт Bell-205.
Капитан Б. Хамшу предположительно погиб в воздушном бою 6 июня 1982 года, безуспешно пытаясь «стряхнуть с хвоста» израильский F-15. По другим данным, Б. Хамшу погиб в катастрофе МиГ-21 26 сентября 1970 года (также сообщается, что его самолёт был сбит сирийской ПВО), что исключает возможность его участия в войнах 1973 и 1982 годов.